# Ludwig Persius
Ludwig Persius (15. února 1803 v Postupimi – 12. července 1845 tamtéž) byl pruský architekt, žák Karla Fridricha Schinkela.
Persius asistoval Schinkelovi kromě jiného také při stavbě zámku Charlottenhof a Římských lázní (Römischen Bädern) v Parku Sanssouci v Postupimi. Dále se podílel na stavbě Velké fontány, (Große Fontaine) kostela Friedenskirche, Oranžerie a rozhledny na vrchu Ruinenberg proti zámku Sanssouci.

## Životopis
Ludwig Persius navštěvoval v Postupimi městskou školu a gymnázium. V roce 1819 začal zeměměřičské studium na Bauakademii v Berlíně a ukončil je v březnu 1821. V té době již spolupracoval s Karlem Fridrichem Schinkelem na stavbách v Postupimi. Členem spolku architektů (Architektenverein) se stal v roce 1824. Pod vedením Schinkelovým pracoval také jako jeho stavbyvedoucí na stavbách v Glienicke. Stavitelské zkoušky (Baumeisterprüfung) na berlínské Bauakademii složil v roce 1826 a poté vedl stavbu zámku Charlottenhof. Persius se v roce 1827 oženil s Pauline Sello (1808–1883) pocházející ze známé rodiny dvorních zahradníků.
První Persiusovou samostatnou stavbou byl romantický mlýn, vystavěný v roce 1833 nedaleko Římských lázní v Parku Sanssouci jako obydlí zahradníka. Rok poté se Persius stal královským dvorním stavebním inspektorem. Mnoho cestoval, v roce 1840 navštívil Porýní, v dalším roce pak Paříž, Mnichov a další města. Fridrich Vilém IV. jmenoval Persiuse v roce 1841 svým dvorním architektem, v roce 1842 královským stavebním radou a členem Oberbaudirektion (Nejvyššího stavebního ředitelství). V roce 1845 podniknul Persius dlouhou cestu do Itálie, po návratu však 12. října 1845 umírá. Ludwig Persius je pohřben na hřbitově v Poznani.

## Stavby

### Stavby ve spolupráci s Karlem F. Schinkelem
- 1821, Zámek a kostel na panství hraběte Potockého v Krzeszowicích u Krakova
- 1829–32, Dům zahradníka v Parku Sanssouci u Římských lázní